# Ладислав Петраш
Ладислав Петраш (чеш. Ladislav Petráš; Њецпали, 1. децембар 1946) бивши је чехословачки фудбалер.

## Биографија
Играо је на позицији нападача. У каријери је наступао за Бањик из Прјевидзе, Дукла Банска Бистрица, Интер Братиславу и Винер Атлетикшпорт-Клуб.
За репрезентацију Чехословачке је играо у периоду од 1969. до 1977. године. Наступио је 19 пута за Чехословачку и дао 6 голова. Играо је за национални тим на Светском првенству 1970. у Мексику и постигао два гола. На Европском првенству 1976. године у Југославији био је део тима који је победио у финалу првенства на стадиону Црвене звезде, након бољег извођења једанестераца Западну Немачку.

## Успеси
- Европско првенство: прво место 1976.